# GD Bragança
El GD Bragança es un equipo de fútbol de Portugal que milita en el Campeonato de Portugal, la cuarta liga de fútbol más importante del país.

## Historia
Fue fundado en el año 1943 en la localidad de Braganza, del distrito del mismo nombre, y está afiliado a la Asociación de Fútbol de Braganza, y a pesar de nunca haber jugado en la Primeira Liga, han participado en la Copa de Portugal en varias ocasiones, incluyendo una clasificación a los cuartos de final en la temporada 2006/07, en donde fueron eliminados por el CF Os Belenenses.

## Palmarés
- Tercera División de Portugal Grupo A: 4

1978/79, 1985/86, 1999/2000, 2002/03
- Copa de Tercera División de Portugal: 1

1975/76
- Liga de Fútbol de Bragança: 3

2001/02, 2018/19, 2021/22, 2023/24

### Trofeos amistosos
- Trofeo Ciudad de Benavente: (1) 1989

## Entrenadores

### Entrenadores destacados
- António Amaral
- Eduardo Luís

## Jugadores

### Jugadores destacados
| - Klevis Dalipi - Thiago Rangel Cionek - Daniel Flumignan - Bacari Djaló - Armando Sá - Guilherme Capra Bacinello - Gero Arribas | - José Gomes - Pizzi |